# Владиславово (Новотомиський повіт)
Владиславово (пол. Władysławowo) — село в Польщі, у гміні Львувек Новотомиського повіту Великопольського воєводства.
Населення — 194 особи (2011).
У 1975-1998 роках село належало до Познанського воєводства.

## Демографія
Демографічна структура станом на 31 березня 2011 року:
|          | Загалом | Допрацездатний вік | Працездатний вік | Постпрацездатний вік |
| -------- | ------- | ------------------ | ---------------- | -------------------- |
| Чоловіки | 110     | 25                 | 79               | 6                    |
| Жінки    | 84      | 22                 | 51               | 11                   |
| Разом    | 194     | 47                 | 130              | 17                   |